# Alicia Castro
Alicia Amalia Castro, née le 27 juillet 1949 à Bahía Blanca (Argentine), est une femme politique et diplomate argentine.
Ancienne hôtesse de l’air, elle a été députée et est ambassadrice de la République argentine au Royaume-Uni de 2012 à 2016.
Elle démissionne en 2020 de son poste d'ambassadrice d'Argentine en Russie.